# Stenopelix valdensis
Stenopelix valdensis es la única especie conocida del género extinto Stenopelix (gr. "pelvis estrecha") de dinosaurio ornitisquio que vivió a principios del período Cretácico, hace aproximadamente 140 millones de años, en el Berriasiense, en lo que hoy es Europa.

## Descripción
Medía aproximadamente 1,5 metro de largo y 0,7 de alto. Era un herbívoro bípedo del que solo se conoce parte de la pelvis y miembros posteriores. Stenopelix era un pequeño animal herbívoro. La rabadilla, porción de la columna vertebral, formado por la última pieza del hueso sacro y las primeras vértebras caudales y la cola conservadas tienen una longitud combinada de solo 97 centímetros. El fémur mide 14 centímetros de largo. La especie se puede distinguir por varios detalles de la pelvis. La parte del eje del ilion se estrecha uniformemente y termina en una punta redondeada. El eje del isquion es más grueso en el medio y allí muestra una torcedura distintiva.

## Descubrimiento e investigación
En 1855, en una cantera de arenisca cerca de Bückeburg en el Harrl, se encontró un fósil de un pequeño dinosaurio. La mayoría de sus huesos estaban en malas condiciones y se extrajeron durante la preparación, dejando dos juegos de impresiones huecas en la placa y la contraplaca. Las dos placas no se superponen completamente. Los huecos, que sirven como molde natural, se han utilizado desde entonces para producir varios modelos en yeso y látex para facilitar el estudio de la muestra. Originalmente formaba parte de la colección de Max Ballerstedt conservada en el Bückeburg Gymnasium Adolfinum, pero en 1976 se trasladó a la Universidad de Gotinga, donde ahora reside en la colección del Centro Geocientífico de la misma.
En 1857, basándose en este fósil, Christian Erich Hermann von Meyer nombró a la especie tipo Stenopelix valdensis. El nombre genérico se deriva del griego stenos , "estrecho", y pelyx , "pelvis". El nombre específico se refiere a la Formación Wealden. El holotipo , GZG 741/2, antes GPI 741-1, 2, encontrado en la Arenisca de Obernkirchen, un intervalo delgado dentro de la Formación Bückeberg, con frecuencia incluida la "Wealden alemana", de edad Berriasiense de la Cuenca de Baja Sajonia. El ejemplar consiste en las impresiones de un esqueleto casi completo, sin cráneo ni cuello.

## Clasificación
La clasificación de Stenopelix es controvertida y siempre ha sido problemática debido a la falta de cráneo. Antes de la década de 1960, a menudo se le asignaba a algún grupo de ornitópodos. En 1974 , Teresa Maryańska sugirió que se trataba de un paquicefalosauriano, uno de los más antiguos que se conocen, debido a la aparente exclusión del pubis del acetábulo y la presencia de fuertes costillas caudales. Peter Galton en 1982 demostró que el "pubis" era en realidad parte del acetábulo, y las llamadas "costillas caudales" eran costillas sacras . La curvatura del isquion y la ausencia de un agujero obturador no eran características vistas en otros paquicefalosaurianos. Galton concluyó que Stenopelix era ceratopsiano.
Sin embargo, los análisis cladísticos posteriores realizados por Paul Sereno han dado como resultado una posición en Pachycephalosauria. Pero los paleontólogos Richard J. Butler y Robert M. Sullivan , no obstante, ven a la especie como Marginocephalia de posición incierta, rechazando las supuestas sinapomorfias con Pachycephalosauria como identificaciones incorrectas o carentes de contundencia debido a una posible presencia en grupos ceratópsidos. En 2011, un análisis cladístico realizado por Butler et al. mostró que Stenopelix es un miembro basal de la Ceratopsia, y su taxón hermano es Yinlong.